# نئودیمیم
نئودیمیُم (به انگلیسی: Neodymium) یک عنصر شیمیایی با نشان شیمیایی Nd و عدد اتمی ۶۰ است. نئودیمیم از سری لانتانیدها و یک عنصر خاکی کمیاب است. این ماده یک فلز نقره‌ای سخت و کمی مالیبل است که به سرعت در هوا و رطوبت لکه‌دار می‌شود. هنگام اکسید شدن، نئودیمیم سریعاً واکنش نشان داده و ترکیبات صورتی، بنفش/آبی و زرد را در حالت اکسیداسیون ۲+، ۳ و ۴+ تولید می‌کند. نئودیمیم در سال ۱۸۸۵ توسط شیمیدان اتریشی کارل اوئر فون ولسباخ کشف شد. این ماده به مقدار قابل توجهی در مواد معدنی مونازیت و باستانائزیت وجود دارد. نئودیمیم به‌طور طبیعی به شکل فلزی یا مخلوط‌نشده با لانتانیدهای دیگر یافت نمی‌شود و معمولاً برای مصارف عمومی تصفیه می‌شود. گرچه نئودیمیم جزو عناصر کمیاب زمین طبقه‌بندی می‌شود، اما نسبتاً رایج است و بیشتر از کبالت، نیکل یا مس یافت می‌شود و به‌طور گسترده‌ای در پوسته زمین توزیع شده‌است. عمده نئودیمیم تجاری جهان در چین استخراج می‌شود.

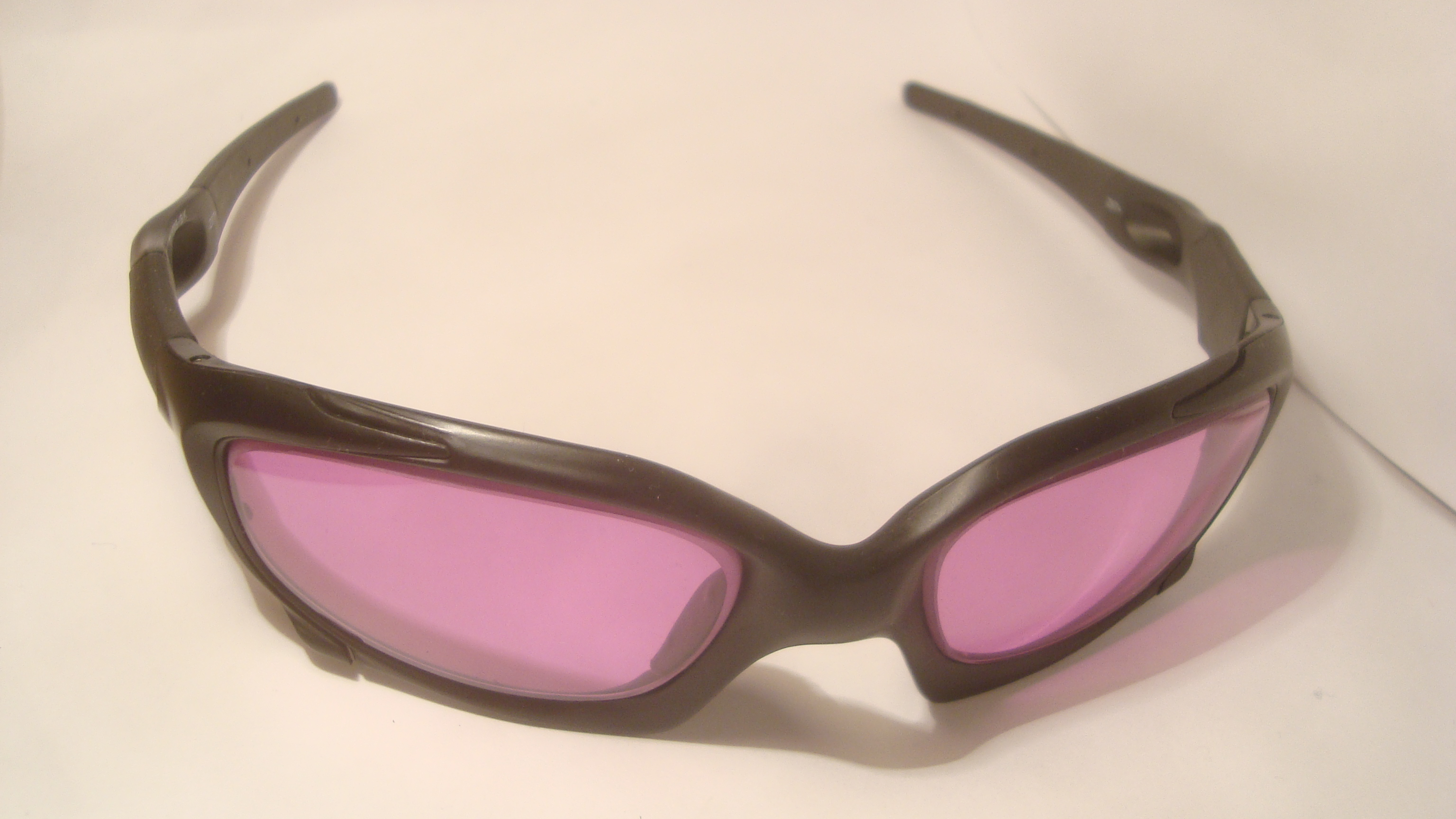
شیشه عینک ساخته شده از دیدیمیم.

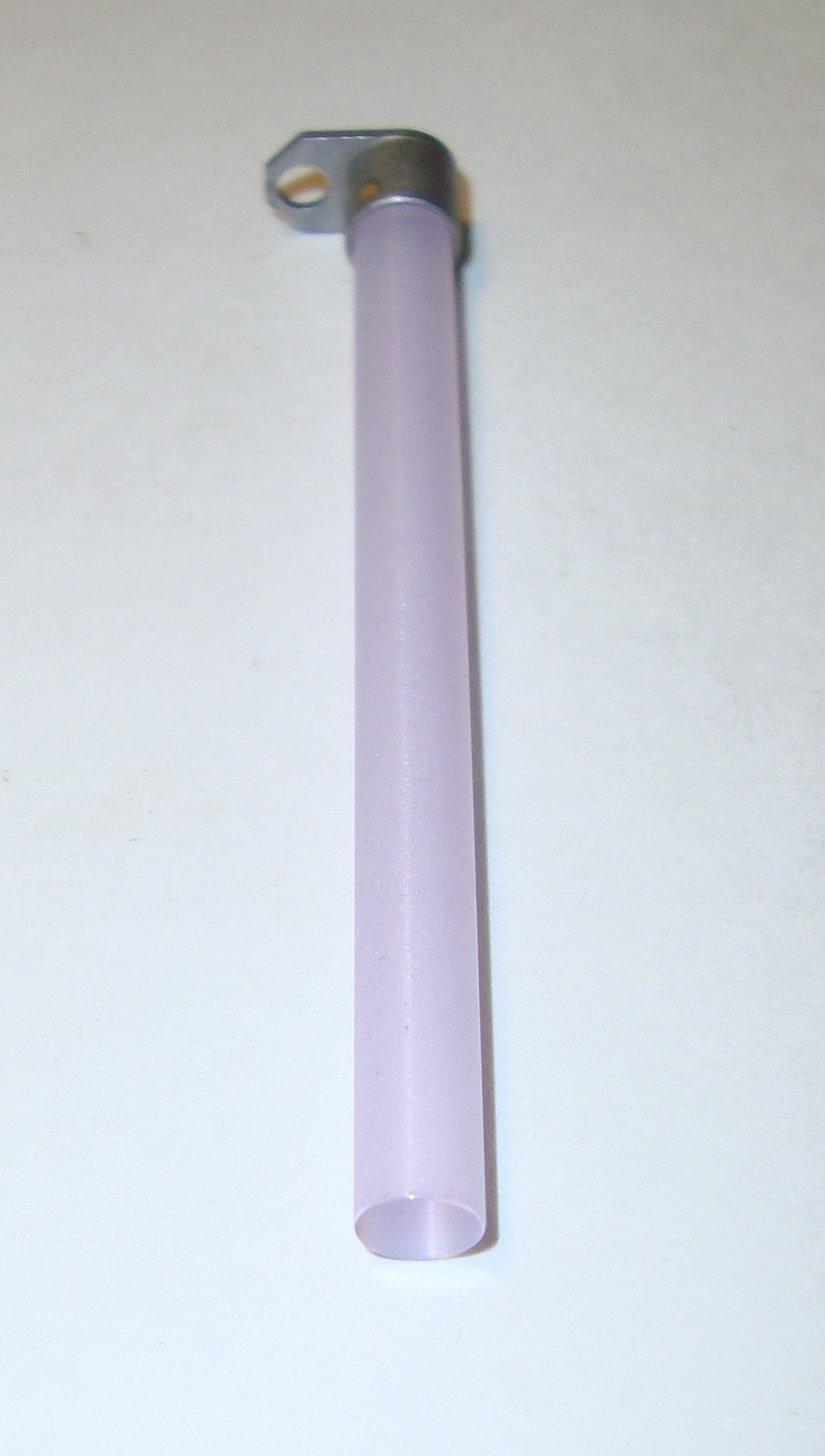
میله استفاده شده در لیزر Nd:YAG.

ترکیبات نئودیمیم برای اولین بار در سال ۱۹۲۷ به عنوان رنگ شیشه مورد استفاده تجاری قرار گرفت و همچنان به عنوان یک افزودنی محبوب در شیشه عینک‌ها باقی مانده‌است. رنگ ترکیبات نئودیمیم ناشی از وجود یون {\displaystyle {\ce {Nd^3+}}} است و غالباً بنفش مایل به قرمز است، اما با نوع نورپردازی تغییر می‌کند، که به دلیل برهم‌کنش نوارهای جاذب شدید نور نئودیمیم با نور محیط غنی از باندهای انتشار مرئی جیوه، یوروپیوم سه ظرفیتی یا تربیوم است. از برخی شیشه‌های آلایش شده با نئودیمیم در ساخت لیزرهایی که پرتو مادون قرمز با طول موج‌های ۱۰۴۷ تا ۱۰۶۲ نانومتری منتشر می‌کنند، استفاده می‌شود. از این لیزرها در کاربردهای با قدرت فوق‌العاده بالا مانند آزمایش‌های هم‌جوشی محصورسازی لختی استفاده شده‌است. نئودیمیم همچنین همراه با سایر کریستال‌های بستر دیگر مانند گارنت ایتریوم آلومینیوم در لیزر Nd:YAG استفاده شده‌است.

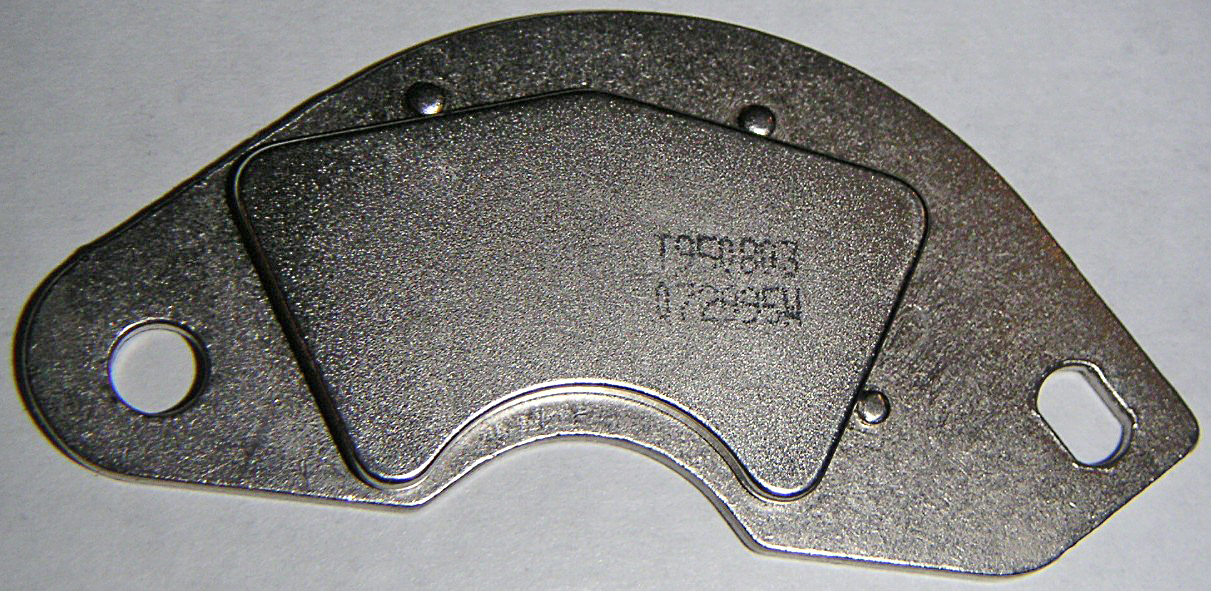
یک آهنربای نئودیمیمی بر روی براکت با آلیاژ Mu-metal استفاده شده در هارد درایو کامپیوتر.

امروزه مهم‌ترین کاربرد نئودیمیم ساخت آلیاژی از آن همراه با آهن و بور است که برای ساخت آهنرباهای دائمی بسیار قوی استفاده می‌شود. این کشف، در سال ۱۹۸۳، امکان کوچک سازی بسیاری از دستگاه‌های الکترونیکی از جمله تلفن‌های همراه، میکروفون‌ها، بلندگوها و آلات موسیقی الکترونیکی را فراهم کرد. از این آهنرباها در برف‌پاک‌کن‌های جلو اتومبیل و توربین‌های بادی نیز استفاده می‌شود. استفاده از نئودیمیم در ساخت آهن‌رباهای بسیار قوی برای موتور خودروهای الکتریکی یکی دیگر از کاربردهای مهم این عنصر است.

## خصوصیات
نئودیمیم یک فلز خاکی کمیاب است که به مقدار ۱۸٪ در فلز خاکی کمیاب قابل اشتعال وجود دارد. این فلز دارای درخشش فلزی و رنگ آن نقره‌ای روشن بوده ویکی از واکنش پذیرترین فلزات خاکی کمیاب به حساب می‌آید؛ نئودیمیم در معرض هوا به سرعت کدر شده و تولید اکسیدی می‌کند که باعث پوسته پوسته شدن این فلز می‌گردد. این امر موجب اکسیداسیون بیشتر این فلز می‌شود.

## کاربردها
نئودیمیم بخشی از دیدیمیم است که در رنگ‌آمیزی شیشه عینک‌های جوشکاری به کار می‌رود. از نئودیمیم در رنگ‌آمیزی شیشه‌هایی که دارای یک طیف ملایم بین بنفش خالص تا قرمز و خاکستری هستند استفاده می‌شود. نوری که از این شیشه‌ها ساطع می‌گردد نوار جذبی درخشانی را پدیدار می‌کند. از این نوع شیشه در فعالیت‌های نجومی برای تولید نوارهای درخشانی که به‌وسیله آن‌ها احتمال درجه‌بندی خطوط طیفی وجود دارد استفاده می‌شود. شیشه حاوی نئودیمیم یک ماده لیزری است که به جای یاقوت برای تولید نور هم‌نوسان به‌کار می‌رود. نئودیمیم همچنین برای زدودن رنگ سبز شیشه‌ها که ناشی از آلاینده‌های آهن است مورد استفاده قرار می‌گیرد.
نمک‌های نئودیمیم به‌عنوان رنگ‌افزای لعاب‌ها کاربرد دارند. نئودیمیم در آهن‌رباهای دائمی بسیار قوی Nd2Fe14B به‌کار می‌رود. این نوع آهن‌رباها از انواع آهنرباهای کبالت - سامریم ارزان‌تر هستند. این آهنربا بسیار قوی است و در به‌کارگیری آن باید نکات ایمنی را رعایت کرد زیرا می‌تواند باعث آسیب‌های جدی شود.

## تاریخچه
نئودیمیم را در سال ۱۸۸۵ یک شیمیدان اتریشی به نام Carl F. Auer von Welsbach در وین کشف کرد. او نئودیمیم را به همراه عنصر پرازئودیمیم از ماده‌ای به نام دیدیمیم جدا نمود اما تا سال ۱۹۲۵ حالت نسبتاً خالص این عنصر تهیه نشد. کلمه نئودیمیم از واژه‌های یونانی neos (جدید) و didymos (دوگانه) گرفته شده‌است.
امروزه بیشتر نئودیمیم از طریق فرایند جابه‌جایی یونی شن مونازیت (Ce,La,Th,Nd,Y(PO4» که ماده‌ای سرشار از عناصر خاکی کمیاب است و نیز با روش الکترولیز نمک‌های هالید آن تهیه می‌شود.

## نقش بیولوژیکی
نئودیمیم هیچگونه نقش بیولوژیکی ندارد.

## فراوانی
نئودیمیم هرگز در طبیعت به صورت عنصر آزاد یافت نمی‌شود بلکه بیشتر در کانی‌هایی از قبیل شن مونازیت (Ce,La,Th,Nd,Y(PO4 و باستانازیت (Ce,La,Th,Nd,Y(CO3)F) که حاوی مقادیر کمی از تمامی فلزات خاکی کمیاب هستند وجود دارد. نئودیمیم در فلز خاکی کمیاب قابل اشتعال نیز دیده می‌شود اما جدا نمودن آن از سایر عناصر قلیایی خاکی دشوار است.

## ترکیبات
ترکیبات نئودیمیم عبارت‌اند از:
فلورید:
NdF3
کلریدها:
NdCl2-NdCl3
برمیدها:
NdBr2-NdBr3
یدیدها:
NdI2-NdI3
اکسید:
Nd2O3
سولفیدها:
NdS-Nd2S3
سلنید:
NdSe
تلوریدها:
NdTe2-Nd2Te3
نیترید:
NdN

## ایزوتوپ‌ها
نئودیمیم به‌طور طبیعی ۵ ایزوتوپ پایدار (Nd-142، Nd-143، Nd-145، Nd-146، Nd-148) دارد که فراوان‌ترین آن‌ها نئودیمیم ۱۴۲ «فراوانی طبیعی ۲۷٫۲٪) و ۲ ایزوتوپ پرتوزای Nd144 و Nd150 هستند. ۳۱ رادیوایزوتوپ هم برای این عنصر شناسایی شده که پایدارترین آن‌ها نئودیمیم ۱۵۰ با نیمه‌عمر ۱۹ سال (E 1/1)، نئودیمیم ۱۴۴ با نیمه‌عمر ۱۵ سال (E29/2) و نئودیمیم ۱۴۷ با نیمه‌عمر ۱۰٫۹۸ روز هستند. سایر ایزوتوپ‌های رادیواکتیو این عنصر دارای نیمه‌عمرهایی کمتر از ۳٫۳۸ روز هستند که بیشتر آن‌ها نیمه‌عمری کمتر از ۷۱ ثانیه دارند. نئودیمیم همچنین دارای ۴ حالت متا است که پایدارترین آن‌ها نئودیمیم m139 (t1/2:5.5 ساعت)، نئودیمیم m135 (t1/2 5.5 دقیقه) و نئودیمیم m141 (t1/2 62 ثانیه) هستند.
حالت فروپاشی اولیه قبل از فراوان‌ترین ایزوتوپ (نئودیمیم۱۴۲) جذب الکترون و حالت فروپاشی پس از آن فروپاشی منفی بتا است. محصول فروپاشی اولیه قبل از نئودیمیم ۱۴۲ ایزوتوپ‌های Pr (پرازئودیمیم) و محصولات اولیه پس از آن ایزوتوپ‌های سرب هستند.

## هشدارها
تمامی ترکیبات نئودیمیم را باید شدیداً سمی به حساب آورد. همچنین ترکیبات نئودیمیم موجب آسیب‌های چشم و پوست گشته و گرد این عنصر خطر انفجار و آتش‌زایی دارد.

## نگارخانه

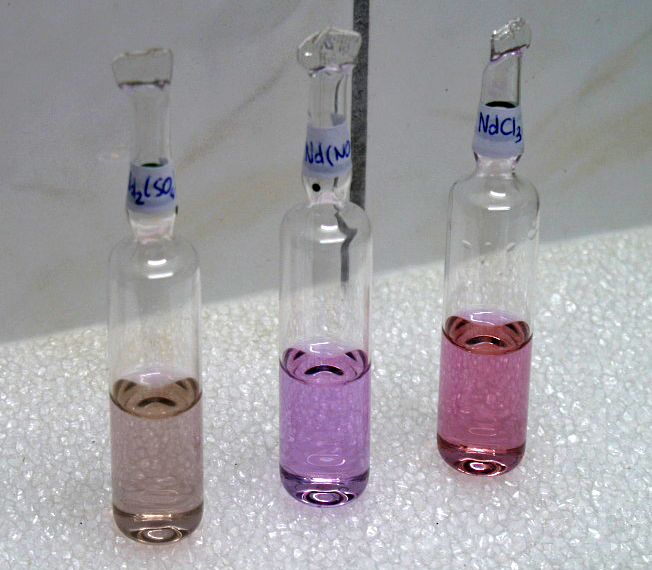
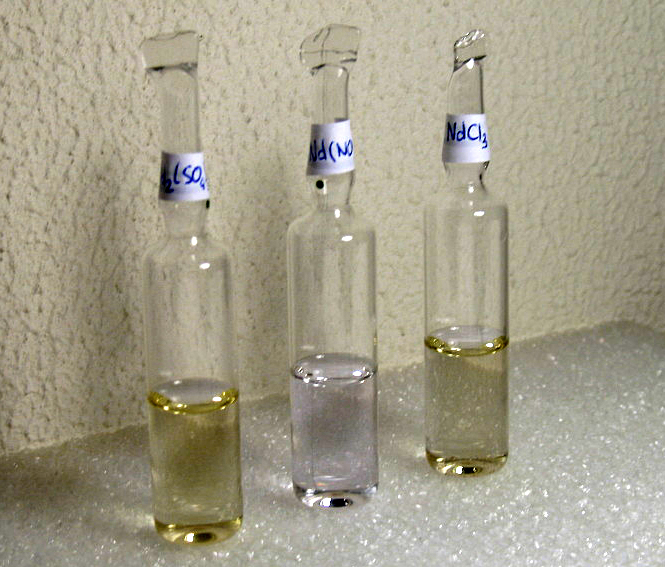
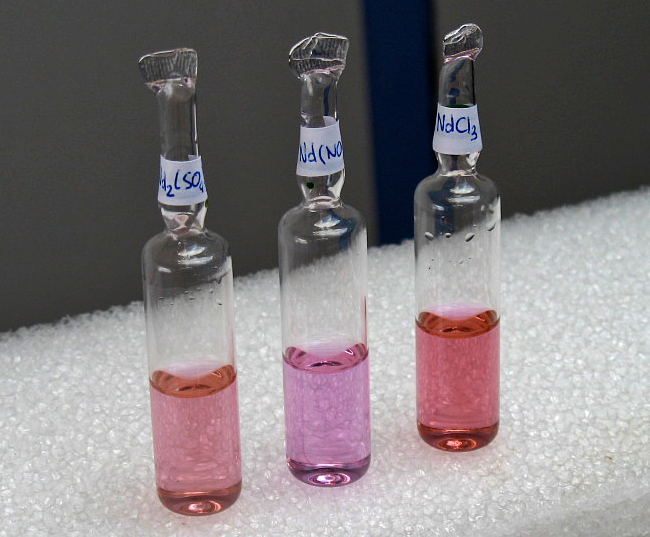